# Aechminaria
Aechminaria is een geslacht van uitgestorven kreeftachtigen uit de klasse van de Ostracoda (mosselkreeftjes).

## Soorten
- Aechminaria anterobulbosa Blumenstengel, 1965 †
- Aechminaria arrecta Lundin, 1965 †
- Aechminaria equalis Copeland, 1989 †
- Aechminaria gaspensis Copeland, 1993 †
- Aechminaria guberi Lundin, 1968 †
- Aechminaria henryhousensis Lundin, 1965 †
- Aechminaria hormathota Kesling, 1953 †
- Aechminaria nodosa Coryell & Williamson, 1936 †
- Aechminaria robusta Coryell & Williamson, 1936 †
- Aechminaria serrata (Coryell & Cuskley, 1934) Lundin, 1968 †
- Aechminaria ventronoda Blumenstengel, 1965 †